# 細鰭線磯䲁
細鰭線磯䲁（學名：Nemaclinus atelestos），為輻鰭魚綱䲁形目脂䲁科軟梳䲁屬的一個種，分布於西大西洋百慕達群島至加勒比海西南部海域，深度27至256公尺，本魚體細長，扁平，前鼻孔管狀，無卷鬚，眼具一條長而扁平的單卷鬚，頸背有1對短單卷鬚，閉口時上頜上緣捲入皮膚褶皺內，口前部有4-7顆大齒，兩側無，上頜有2排齒，下頜有1排齒，側線不完整，除頭部外，體被光滑鱗片，雄魚頭上部和身體紅褐色，背部約有6條深色鞍狀線，中腰約有5個深色斑點，頭下部淡黃色，眼下後方有一條明顯的白色紅邊橫帶，眼觸鬚有紅白橫帶，背鰭淡紅色，棘狀部分有一條黃色基部橫帶，前兩根棘狀線之間的鰭外膜上有黑點外臀根。雌魚頭部和身體紅褐色，上背部有6個深色鞍狀線，每個鞍狀線後方有一個白色斑點，中腰約有6個深色斑點，眼下有數條淺色橫帶，前後傾斜，背鰭和臀鰭有紅色斑點，背鰭前部有一個紅點，腹鰭有兩條紅色橫帶，背鰭硬棘21-23枚、背鰭軟條7-9枚、臀鰭硬棘2枚、臀鰭軟條12枚，體長可達3.8公分，棲息在軟底質海域，生活習性不明。